# Niki Westerberg
Niki Westerberg, folkbokförd Niki Christel Mona Evelyn Westerberg, född 24 december 1967, är en svensk kommunikatör, utbildad vid IHM 1992-1994.
Från juni 1987 - maj 1993 arbetade Westerberg som sekreterare vid Sparbankernas sparbank bank. Från juni 1993 till december 1995 arbetade hon som marknadsansvarig vid samma bank. I augusti 1999 fick Westerberg en tjänst som kommunikatör vid Sparbanken Försäkring, en befattning som hon hade till augusti 2001.
Under åren 2001–2006 var hon folkpartistisk tjänsteman. Hon var presschef och redaktör för webb och sociala medier på Folkpartiets riksdagskansli fram till september 2006, men då hon blev misstänkt för anstiftan i samband med avslöjandet av datorintrånget mot socialdemokraterna inför valet 2006, tog hon tjänstledigt. I april 2007 inleddes rättegången mot Westerberg och de andra åtalade för dataintrångsaffären. Westerberg nekade till att ha begått något brott.. Westerberg friades helt och återgick till att arbeta för folkpartiets riksorganisation fram till juni 2011.
I januari 2008 blev hon informationschef för SOS Barnbyar, vilka hon arbetade för till december 2009.
Från augusti 2011 - december 2013 arbetade hon som kommunikationschef på chefsorganisationen Ledarna, innan hon fick tjänsten som organisationens informationschef till maj 2014. Maj 2014 - december 2020 var hon kommunikationschef på Svenska institutet för standarder. 
Januari 2021 - november 2022 var hon presschef på Liberalernas kansli i Stockholms stadshus och arbetade bland annat åt socialborgarråd Jan Jönsson och hon tog fram kampanjen ”Gängens värsta fiende” som blev framgångsrik i 2022 års valrörelse. 
Sedan november 2022 arbetar hon som pressekreterare hos klimat- och miljöminister Romina Pourmokhtari.